# Österreichischer Musiktheaterpreis 2016
Der Österreichische Musiktheaterpreis 2016 war die vierte Verleihung des Österreichischen Musiktheaterpreises. Die Verleihung fand am 27. Juni 2016 im Ronacher statt, moderiert wurde diese von Christoph Wagner-Trenkwitz. Der Preis wurde 2016 in 16 Kategorien verliehen.

## Preisträger und Nominierte

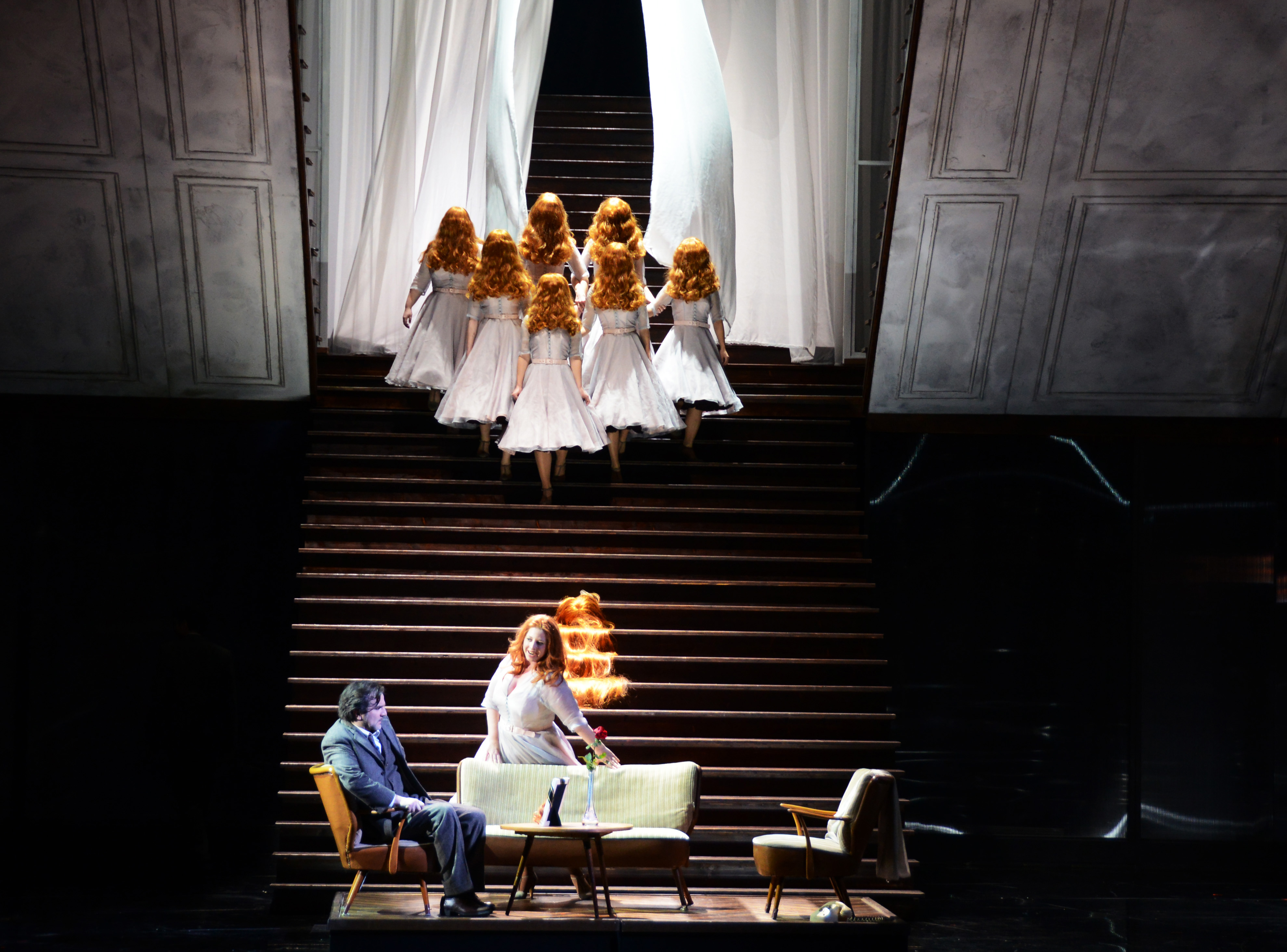
Beste Gesamtproduktion 2016: Die tote Stadt an der Oper Graz, inszeniert von Johannes Erath

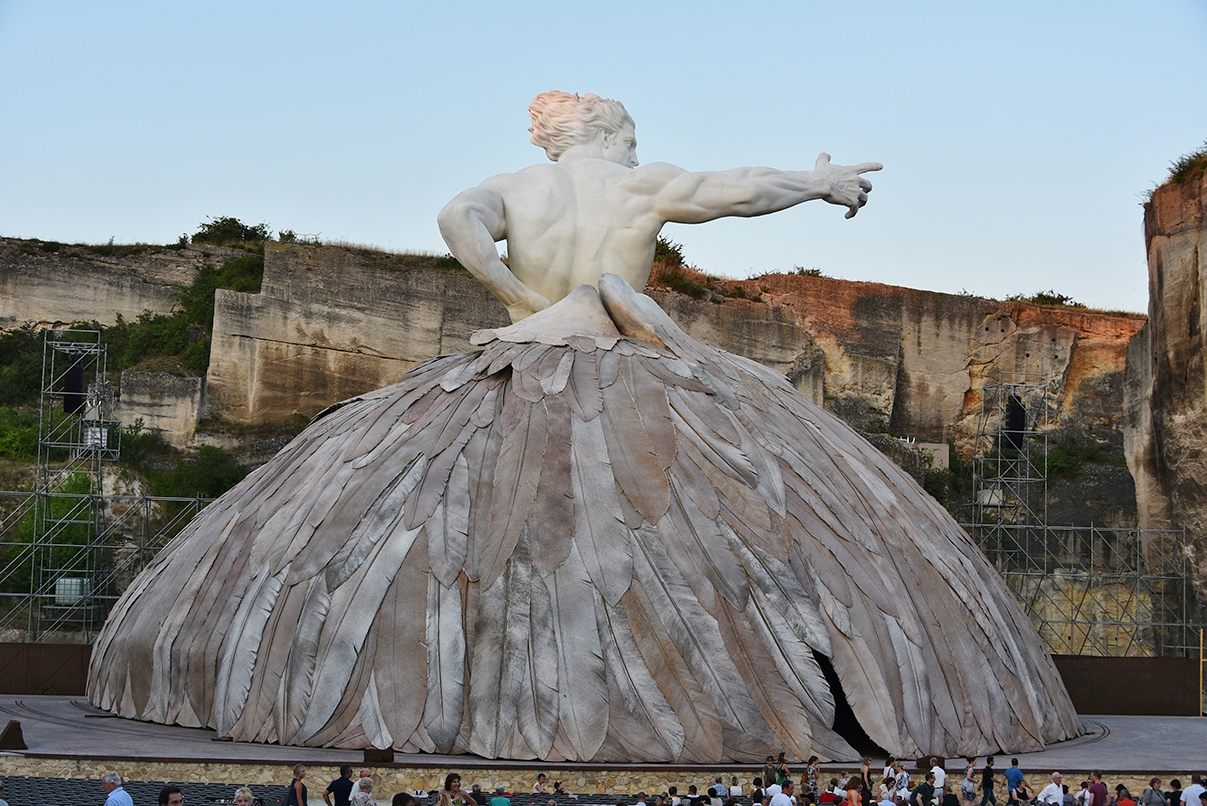
Bestes Festival 2016: Opernfestspiele St. Margarethen. Der Engel der Bühnenbildnerin Amra Bergman für Robert Dornhelms Inszenierung der Tosca

### Beste weibliche Hauptrolle
- Diana Damrau – Les pêcheurs de perles (Leila) – Theater an der Wien
  - Stephanie Houtzeel – Xerxes (Xerxes) – Oper Graz
  - Karina Flores – Adriana Lecouvreur (Adriana) – Tiroler Landestheater

### Beste männliche Hauptrolle
- Yosep Kang  – Wilhelm Tell (Arnold) – Grazer Oper
  - Stéphane Degout – Iphigénie en Aulide (Oreste) – Theater an der Wien
  - Konstantin Zander – Les Miserables (Javert) – Linzer Landestheater

### Beste weibliche Nebenrolle
- Angelika Kirchschlager – Geschichten aus dem Wiener Wald (Valerie) – Theater an der Wien
  - Anita Götz  – Così fan tutte (Despina) – Volksoper Wien
  - Susan Maclean – Adriana Lecouvreur (Fürstin von Bouillon) – Tiroler Landestheater

### Beste männliche Nebenrolle
- Christian Graf – Der Zauberer von Oz (böse Hexe des Westens) – Volksoper Wien
  - Pietro Spagnoli – Il barbiere di Siviglia (Bartolo) – Theater an der Wien
  - Jacques le Roux – The Turn of the Screw (Peter Quint) – Linzer Landestheater

### Beste Gesamtproduktion
- Die tote Stadt – Oper Graz – Inszenierung Johannes Erath
  - L’amour de loin – Linzer Landestheater
  - Les pêcheurs de perles – Theater an der Wien

### Beste musikalische Leitung
- Francesco Angelico – Adriana Lecouvreur – Tiroler Landestheater
  - Dennis Russell Davies – Götterdämmerung – Linzer Landestheater
  - Koen Schoots – Mary Poppins – Ronacher
  - Alexander Soddy – Dialogues des Carmélites – Stadttheater Klagenfurt

### Beste Regie
- Bruno Klimek – Adriana Lecouvreur – Tiroler Landestheater
  - Lotte de Beer – Les pêcheurs de perles – Theater an der Wien
  - Johannes Erath – Die tote Stadt – Oper Graz
  - Richard Brunel  – Dialogues des Carmélites – Stadttheater Klagenfurt

### Beste Ausstattung
- Anouk Dell’ Aiera – Dialogues des Carmélites – Stadttheater Klagenfurt
  - Herbert Murauer  – Die tote Stadt – Oper Graz
  - Bob Crowley – Mary Poppins – Ronacher
  - Marouscha Levy (Bühne), Jorine van Beek (Kostüme) – Les pêcheurs de perles – Theater an der Wien

### Beste Ballettproduktion
- Marie Stockhausen – Charlie Chaplin – Tiroler Landestheater
  - Peter Breuer – Der Nussknacker – Salzburger Landestheater
  - John Neumeier – Weihnachtsoratorium – Theater an der Wien

### Beste Nachwuchskünstlerin
- Hannah Bradbury – La sonnambula (Lisa) – Salzburger Landestheater
  - Iulia Maria Dan – Manon (Manon) – Oper Graz
  - Franziska Kemna – Der Zauberer von Oz – Volksoper Wien
  - Ilse Eerens – Geschichten aus dem Wiener Wald (Marianne) – Theater an der Wien

### Bester Nachwuchskünstler
- David Sitka – Onkel Präsident – Volksoper Wien
  - Tobias Greenhalgh – Eugen Onegin (Eugen Onegin) – Theater an der Wien
  - Kristofer Lundin – Die Zauberflöte (Tamino) – Salzburger Landestheater

### Lebenswerk
- Zubin Mehta[2]

### ORF-III-Medienpreis
- Dmitri Hvorostovsky

### Bestes Festival
- Opernfestspiele St. Margarethen

### Bestes Orchester
- Wiener Staatsopernorchester

### Krone-Musical-Preis
- Mark Seibert – Mozart (Colloredo)[3]
  - Ana Milva Gomes
  - Nina Proll
  - Herbert Föttinger
  - Robert Meyer